# Ngang Ngang Khê
Ngang Ngang Khê (tiếng Trung:昂昂溪区, Hán Việt:) Ngang Ngang Khê khu) là một quận của địa cấp thị Tề Tề Cáp Nhĩ, tỉnh Hắc Long Giang, Cộng hòa Nhân dân Trung Hoa. Quận này có diện tích 623 km2, dân số 90.000 người, mã số bưu chính 161031. Về mặt hành chính, Ngang Ngang Khê được chia thành các đơn vị gồm 6 nhai đạo (Tân Hưng, Tân Kiến, Đạo Bắc, Tam Gian Phòng, Hóa Công, Lâm Cơ), môộ trấn dân tộc (trấn dân tộc Mãn Thủy Sư Doanh), 1 hương Ngang Ngang Khê.